# Autorité pour la délivrance des actes de nationalité
L'Autorité pour la délivrance des actes de nationalité (ADAN) est un établissement public béninois créé en 2024 et chargé de centraliser et de formaliser les procédures relatives à la nationalité béninoise. Cette institution gouvernementale, placée sous la tutelle du ministère de la Justice, a pour mission principale la délivrance des certificats et documents connexes relatifs à la nationalité.

## Histoire

### Contexte de création
L'Autorité pour la délivrance des actes de nationalité a été créée dans le cadre de la nouvelle réforme législative sur la nationalité béninoise. Cette création s'inscrit dans l'application de deux textes législatifs majeurs :
La loi n° 2022-32 du 20 décembre 2022, qui institue le nouveau Code de la nationalité béninoise
La loi n° 2024-31 du 2 septembre 2024, relative à la reconnaissance de la nationalité béninoise aux afro-descendants

### Date de création
L'ADAN a été officiellement créée lors du Conseil des ministres du 27 novembre 2024, présidé par Patrice Talon, Président de la République du Bénin.

## Missions et attributions

### Mission principale
L'Autorité pour la délivrance des actes de nationalité a pour mission de centraliser et de formaliser les procédures relatives à la nationalité, notamment la délivrance des certificats et documents connexes. Elle constitue désormais l'entité centrale chargée de recevoir et de traiter les requêtes liées à l'acquisition ou à la reconnaissance de la nationalité béninoise.

### Attributions spécifiques
L'ADAN exerce les attributions suivantes :
La délivrance des certificats de nationalité béninoise
Le traitement des demandes d'acquisition de la nationalité
La gestion des procédures de reconnaissance de nationalité
La centralisation des dossiers relatifs aux questions de nationalité
L'instruction des demandes de naturalisation

## Organisation

### Statut juridique
L'ADAN est un établissement public à caractère administratif doté de la personnalité morale et de l'autonomie financière, placé sous la tutelle du Ministère de la Justice et de la Législation.

### Gouvernance
L'autorité est dirigée par un directeur général et dispose d'un conseil d'administration conformément aux dispositions réglementaires en vigueur.

## Réforme du système

### Transfert de compétences
Avec la création de l'ADAN, le gouvernement béninois a procédé à un transfert de compétences significatif. Le ministère de la Justice a ordonné la suspension de toute signature de certificat de nationalité par les juridictions béninoises à travers un communiqué adressé aux chefs de juridictions.
Cette mesure garantit que le traitement des requêtes liées à l'acquisition ou à la reconnaissance de la nationalité relève désormais de la compétence exclusive de l'ADAN.

### Avantages du nouveau système
Selon le Conseil des ministres, la centralisation des procédures au sein de l'ADAN présente plusieurs avantages :
Garantir l'efficacité du service au citoyen
Améliorer la cohérence dans le traitement des dossiers
Renforcer la sécurité juridique des procédures
Optimiser les délais de traitement

## Cadre légal et réglementaire

### Textes de référence
L'action de l'ADAN s'appuie sur plusieurs textes législatifs et réglementaires :
La Constitution du Bénin de 1990
Le Code de la nationalité béninoise (loi n° 2022-32 du 20 décembre 2022)
La loi n° 2024-31 relative à la reconnaissance de la nationalité béninoise aux afro-descendants
Les décrets d'application spécifiques à l'ADAN

### Procédures
L'ADAN traite différents types de demandes relatives à la nationalité béninoise :
- Les demandes de certificat de nationalité
- Les déclarations de nationalité pour les enfants mineurs nés au Bénin de parents étrangers[8]
- Les demandes de reconnaissance de nationalité pour les afro-descendants Les procédures de naturalisation

## Relations avec les autres institutions

### Coordination interministérielle
L'ADAN travaille en étroite collaboration avec plusieurs institutions béninoises :
Le ministère de la justice et de la législation (tutelle)
L'Agence nationale d'identification des personnes (ANIP) pour les questions d'état civil
Les juridictions béninoises (coordination des procédures)

### Service public numérique
L'autorité s'inscrit dans la dynamique de modernisation du service public béninois, notamment à travers la plateforme Service-Public.bj qui centralise les démarches administratives.

## Enjeux et défis

### Modernisation administrative
La création de l'ADAN s'inscrit dans une démarche plus large de modernisation de l'administration béninoise visant à :
Améliorer la qualité du service public
Réduire les délais de traitement des dossiers
Renforcer la transparence des procédures
Lutter contre les pratiques frauduleuses

### Défis opérationnels
L'autorité fait face à plusieurs défis dans sa phase de démarrage :
La formation des agents aux nouvelles procédures
La mise en place d'un système d'information performant
La sensibilisation des citoyens aux nouvelles modalités
La coordination avec les anciennes structures